# Bruno Risi
Bruno Risi (Erstfeld, 6 de setembro de 1968) é um ex-ciclista profissional suíço. Competiu nos Jogos Olímpicos de Verão de 2004 em Atenas, onde conquistou a medalha de prata na prova madison (pista), fazendo par com Franco Marvulli.
Risi foi um dos melhores ciclistas de seis dias de sua geração, ele venceu muitos eventos profissionais de madison durante sua longa carreira.